# Eric A. Hygrell
Eric Adolf Hygrell, född 20 juni 1877 i Västerås, död 17 maj 1962 i Göteborgs Vasa församling, Göteborg, var en svensk försäkringsdirektör.
Hygrell studerade utomlands, bland annat i Tyskland, Storbritannien, Schweiz och Frankrike mellan 1897 och 1905. Därefter anställdes han på agenturfirman Edgren & Ahlberg i Göteborg. 1912 blev han ensam innehavare av firman. Vidare var Hygrell VD för Ömsesidiga Ångfartygsassuransföreningen Robur. 1930 blev han VD för Försäkrings AB Amphion.
Eric Hygrell var son till järnhandlare Axel Hygrell och Caroline Hygrell. Han är begraven på Västerås östra kyrkogård.